# Un boy-scout émérite
 (juin 2017).
Si vous disposez d'ouvrages ou d'articles de référence ou si vous connaissez des sites web de qualité traitant du thème abordé ici, merci de compléter l'article en donnant les références utiles à sa vérifiabilité et en les liant à la section « Notes et références ».
Pour plus de détails, voir Fiche technique et Distribution.
Un boy-scout émérite (Droopy's Good Deed) est le 10e court métrage d'animation de la série américaine Droopy réalisé par Tex Avery et sorti le 5 mai 1951.